# Avlången, Dalarna
Avlången är en sjö i Rättviks kommun i Dalarna och ingår i Dalälvens huvudavrinningsområde.